# Coupe d'Europe des clubs de roller soccer
La Coupe d'Europe des clubs de roller soccer est une compétition internationale de roller soccer, ouverte à tous les clubs de roller soccer situés en Europe qui souhaitent y participer. Il s'agit de la deuxième compétition internationale la plus populaire dans ce sport après la Coupe du monde des clubs. La première édition a été organisée dans la ville de Marseille en 2010 à l'initiative du club de l'AMSCAS qui a remporté le trophée en battant les Slovènes de Rollera Ljubljana. 
Depuis sa création, cette compétition a eu lieu de nouveau à trois reprises en 2011, 2012 et 2013. C'est l'AMSCAS qui détient le record de victoires dans la compétition avec trois victoires pour trois finales disputées,, la seule exception étant l'édition de 2011 lors de laquelle Rollera Ljubljana a cette fois remporté la finale face aux Belges des Shinobis Riders.
Ce tournoi ne s'est plus disputé depuis 2013 mais les Shinobis Riders prévoiraient d'organiser la prochaine Coupe d'Europe en 2018 à Bruxelles. 

## Historique
En 2008 et 2009, le club marseillais d'AMSCAS organise le "Marseille International Tournament of Roller Soccer" (Tournoi International de Roller Soccer de Marseille) dans un but de réunir lors d'un weekend des équipes européennes avec l'enjeu d'un trophée qui soit différent de celui de la Coupe du monde des clubs et de la Coupe de France,. À la suite de ces deux expériences, le club décide en 2010 d'organiser un tournoi similaire à envergure plus officielle et internationale : la première Coupe d'Europe des clubs de roller soccer. Selon le président du club, ce tournoi est « l'occasion de promouvoir auprès du grand public cette discipline intimiste et de participer à son développement ». Avec deux titres de champion du monde remportés en 2007 et 2009 (en plus d'une finale perdue en 2008), l'équipe marseillaise représente « pour tous, le club à battre » selon les mots de l'entraîneur de l'époque. Six équipes participent au tournoi, parmi lesquelles trois venant de France (l'AMSCAS de Marseille, l'Utopie de Toulon et les Sharks d'Épinay-sur-Orge), deux équipes italiennes et une équipe venue de Slovénie. C'est l'équipe organisatrice qui remporte le tournoi en battant les Slovènes en finale par 3 buts à 2.
L'année suivante, c'est l'équipe de Roller Holland qui décide d'organiser la deuxième édition de la Coupe d'Europe des clubs à Zaandam aux Pays-Bas. Les marseillais de l'AMSCAS s'y déplacent avec deux équipes, dont la première ambitionne de conserver son titre de champion d'Europe, et la deuxième de faire ses preuves en compétition. Pour la première fois de son histoire, l'équipe première n'atteint pas le stade des demi-finales de la compétition, et ce sont les Slovènes de Rollera Ljubljana qui remportent le trophée en battant les Shinobis Riders sur le score de 7 buts à 3. Il s'agit là du premier titre du club slovène en tournoi majeur.
Ce sont ces mêmes Slovènes qui organisent le tournoi en 2012 à Ljubljana. Comme on peut le voir sur l'affiche ci-contre, au départ cinq équipes étaient invitées, mais finalement seuls les Cinghiali de Plaisance et les deux équipes d'AMSCAS ont pu faire le déplacement. Le tournoi s'est donc joué entre ces quatre équipes et a vu le club marseillais remporter à la fois la finale (équipe première) et le match pour la troisième place (équipe 2).
L'édition de 2013 fait son retour en France à Luc-sur-Mer et voit s'affronter huit équipes dont deux équipes des Shinobis Riders avec la même stratégie qu'AMSCAS au cours des deux précédentes éditions. L'équipe locale se hisse à la cinquième place, les Slovènes de Ljubljana remportent la petite finale contre les Shinobis et terminent troisièmes, et enfin AMSCAS remporte la finale contre le Paris Roller Foot par 4 buts à 0,,.
La compétition n'a plus eu lieu par la suite pour des raisons encore mal connues mais les Shinobis Riders prévoiraient d'organiser la prochaine édition en 2018 dans la ville de Bruxelles.

## Palmarès par édition
Le tableau suivant retrace pour chaque édition de la compétition le palmarès du tournoi, le score de la finale, la ville hôte, et le nombre de participants.
| Édition | Année | Vainqueur                     | Score          | Finaliste         | Troisième place             | Quatrième place   | Participants | Ville hôte  |
| ------- | ----- | ----------------------------- | -------------- | ----------------- | --------------------------- | ----------------- | ------------ | ----------- |
| 1re     | 2010  | AMSCAS (1er titre)            | 0-0 (1-0 a.p.) | Rollera Ljubljana | Sharks Épinay Roller Soccer | Utopie Toulon     | 6            | Marseille   |
| 2e      | 2011  | Rollera Ljubljana (1er titre) | 7-3            | Shinobis Riders   | Cinghiali                   | Caen RollerSoccer | 8            | Zaandam     |
| 3e      | 2012  | AMSCAS 1 (2e titre)           | 6-4            | Rollera Ljubljana | AMSCAS 2                    | Cinghiali         | 4            | Ljubljana   |
| 4e      | 2013  | AMSCAS (3e titre)             | 4-0            | Paris Roller Foot | Rollera Ljubljana           | Shinobis Riders   | 8            | Luc-sur-Mer |